# Ірина
Ірина (дав.-гр. Ειρήνη — від імені богині мирного життя у давньогрецькій міфології Ейрени, а також дав.-гр. Ειρήνη — «мир, морська тиша, спокій») — жіноче ім'я грецького походження. Українські народні форми імені — Орина та Ярина.

## Інші форми імені
| Розмовні                                    | Іринонька, Іриночка, Іринка, Іра, Іронька, Ірочка, Іруня, Іруненька, Ірунечка, Ірунька, Іруся, Ірусенька, Ірусечка, Іруська, Ярина, Ірчик, Іриска, Іринчик, Ірунчик, Ірцюня, Ірка |
| Виникли під впливом західноєвропейських мов | Ірена, Ірен |
| Староцерковні                               | Орина, Ірина |
| Короткі форми імені                         | Іра, Ір, Рина, Рена |

## Історія імені
У християнському іменослові ім'я Ірина співвідноситься насамперед із Іриною Македонською, першою з жінок, прославлених церквою в лику мучениці. Ця свята була дуже шанована у Візантії.
Крім неї, з ранньохристиянських святих відомі мучениці: Ірина Коринфська (III століття) і Ірина Аквілейська (Солунська або Іллірійська) (початок IV століття).
Ім'я Ірина у Візантії відносилося до поширених і мало високий соціальний статус: серед його носіїв — дружини візантійських імператорів, одна з них, імператриця Ірина, в 797 році стала повноправною правителькою держави, а після смерті церква канонізувала її за відновлення іконошанування.

## Іменини
Православні іменини: 5 травня, 16 квітня, 13 травня, 18 вересня.